# St. Leonhard (Hiltenfingen)

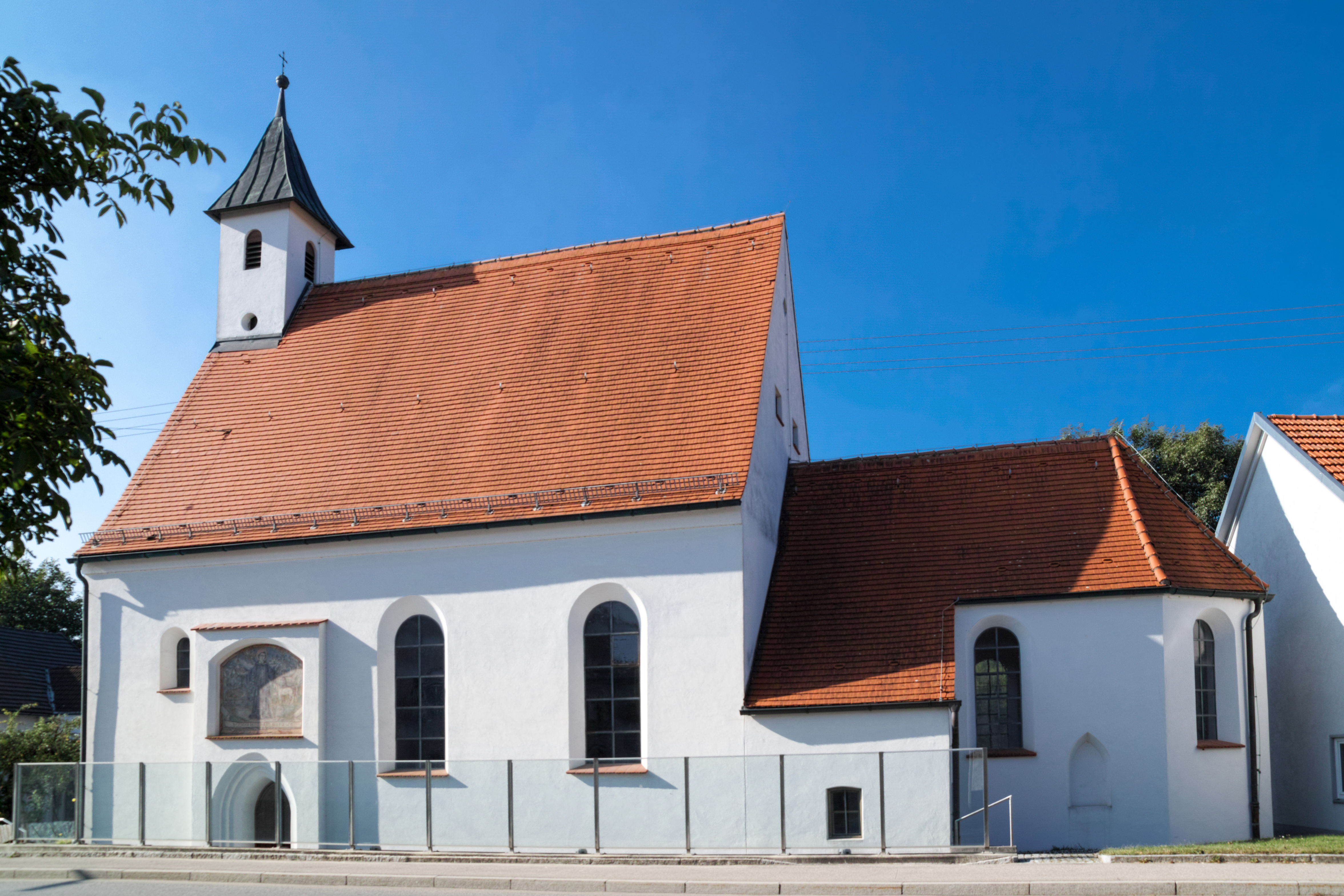
St. Leonhard in Hiltenfingen

Die römisch-katholische Kapelle St. Leonhard steht in Hiltenfingen, einer Gemeinde im schwäbischen Landkreis Augsburg von Bayern. Das Bauwerk ist  in der Liste der Baudenkmäler in Hiltenfingen als Baudenkmal unter der Nr. D-7-72-157-2 eingetragen.

## Beschreibung
Das Langhaus wurde in der 1. Hälfte des 16. Jahrhunderts nach Westen an den dreiseitig geschlossenen Chor mit der Sakristei unter dem Schleppdach der Südwand aus der 2. Hälfte des 15. Jahrhunderts angebaut. Aus dem Satteldach des Langhauses erhebt sich im Westen ein quadratischer Dachreiter, der den Glockenstuhl mit einer Kirchenglocke beherbergt, und der mit einem Pyramidendach bedeckt ist. Der Innenraum des Langhauses ist mit einer Flachdecke überspannt, in dem des Chors befinden sich Teile von Wandmalereien aus der 2. Hälfte des 15. Jahrhunderts, auf denen die Vierzehn Nothelfer dargestellt sind. Zur Kirchenausstattung gehört ein um 1680 gebauter Hochaltar. Der Kreuzweg wurde als Ölmalerei 1828 angefertigt.